# Resolutie 56/220 Algemene Vergadering Verenigde Naties
Resolutie 56/220 van de Algemene Vergadering van de Verenigde Naties werd op 21 december 2001 zonder stemming aangenomen door de Algemene Vergadering, en vroeg landen te helpen met noodhulpverlening aan vluchtelingen in Afghanistan en de wederopbouw van dit land. In Afghanistan moest een nieuw interim-bestuur worden opgericht dat een nieuw staatsbestel op poten moest zetten.
De resolutie bestaat uit een deel A, getiteld de situatie in Afghanistan en de gevolgen daarvan voor de internationale vrede en veiligheid, en een deel B, getiteld internationale noodhulp voor vrede, normaliteit en wederopbouw van het door oorlog getroffen Afghanistan.

## Achtergrond
In 1979 werd Afghanistan bezet door de Sovjet-Unie, die vervolgens werd bestreden door Afghaanse krijgsheren. Toen de Sovjets zich in 1988 terugtrokken, raakten ze echter slaags met elkaar. In het begin van de jaren 1990 kwamen ook de Taliban op. In september 1996 namen die de hoofdstad Kabul in. Tegen het einde van het decennium hadden ze het grootste deel van het land onder controle en riepen ze een streng islamitische staat uit. 
In 2001 verklaarden de Verenigde Staten met bondgenoten hun de oorlog en moesten ze zich terugtrekken, waarna een interim-regering werd opgericht.

## Inhoud
Met het instorten van de Afghaanse economie, moesten in dit land niet enkel noodhulp, maar ook wederopbouwprogramma's voorzien worden. Ook moest er gewerkt worden aan het terugdringen van de opiumproductie. De humanitaire situatie bleef er vooralsnog zeer slecht. Groeperingen als de Taliban pleegden ernstige mensenrechtenschendingen. Vrouwen en kinderen werden daarbij niet ontzien. Na decennia van oorlog lag het land ook bezaaid met landmijnen en niet-ontplofte munitie. Daarnaast had het te kampen met de ergste droogte sinds mensenheugenis.
De internationale gemeenschap werd gevraagd Afghaanse vluchtelingen en interne verdrevenen te blijven beschermen en ondersteunen, en hen te helpen terugkeren zodra dit mogelijk werd. Sommige delen van Afghanistan waren moeilijk te bereiken of gevaarlijk. Op alle groeperingen werd aangedrongen het internationaal humanitair recht na te komen, en hulpverleners ongemoeid te laten.
Alle groepen in Afghanistan werden opgeroepen samen met de VN te werken aan vrede en een politieke oplossing. Zoals in Bonn was overeengekomen, moest een interim-bestuur worden gevormd. Dat moest vervolgens de in Bonn genomen beslissingen inzake de staatsinrichting van Afghanistan in de praktijk brengen.
Lijst ·  56/1 ·  56/2 ·  56/3 ·  56/4 ·  56/5 ·  56/6 ·  56/7 ·  56/8 ·  56/9 ·  56/10 ·  56/11 ·  56/12 ·  56/13 ·  56/14 ·  56/15 ·  56/16 ·  56/17 ·  56/18 ·  56/19 ·  56/20 ·  56/21 ·  56/22 ·  56/23 ·  56/24 ·  56/25 ·  56/26 ·  56/27 ·  56/28 ·  56/29 ·  56/30 ·  56/31 ·  56/32 ·  56/33 ·  56/34 ·  56/35 ·  56/36 ·  56/37 ·  56/38 ·  56/39 ·  56/40 ·  56/41 ·  56/42 ·  56/43 ·  56/44 ·  56/45 ·  56/46 ·  56/47 ·  56/48 ·  56/49 ·  56/50 ·  56/51 ·  56/52 ·  56/53 ·  56/54 ·  56/55 ·  56/56 ·  56/57 ·  56/58 ·  56/59 ·  56/60 ·  56/61 ·  56/62 ·  56/63 ·  56/64 ·  56/65 ·  56/66 ·  56/67 ·  56/68 ·  56/69 ·  56/70 ·  56/71 ·  56/72 ·  56/73 ·  56/74 ·  56/75 ·  56/76 ·  56/77 ·  56/78 ·  56/79 ·  56/80 ·  56/81 ·  56/82 ·  56/83 ·  56/84 ·  56/85 ·  56/86 ·  56/87 ·  56/88 ·  56/89 ·  56/90 ·  56/91 ·  56/92 ·  56/93 ·  56/94 ·  56/95 ·  56/96 ·  56/97 ·  56/98 ·  56/99 ·  56/100 ·  56/101 ·  56/102 ·  56/103 ·  56/104 ·  56/105 ·  56/106 ·  56/107 ·  56/108 ·  56/109 ·  56/110 ·  56/111 ·  56/112 ·  56/113 ·  56/114 ·  56/115 ·  56/116 ·  56/117 ·  56/118 ·  56/119 ·  56/120 ·  56/121 ·  56/122 ·  56/123 ·  56/124 ·  56/125 ·  56/126 ·  56/127 ·  56/128 ·  56/129 ·  56/130 ·  56/131 ·  56/132 ·  56/133 ·  56/134 ·  56/135 ·  56/136 ·  56/137 ·  56/138 ·  56/139 ·  56/140 ·  56/141 ·  56/142 ·  56/143 ·  56/144 ·  56/145 ·  56/146 ·  56/147 ·  56/148 ·  56/149 ·  56/150 ·  56/151 ·  56/152 ·  56/153 ·  56/154 ·  56/155 ·  56/156 ·  56/157 ·  56/158 ·  56/159 ·  56/160 ·  56/161 ·  56/162 ·  56/163 ·  56/164 ·  56/165 ·  56/166 ·  56/167 ·  56/168 ·  56/169 ·  56/170 ·  56/171 ·  56/172 ·  56/173 ·  56/174 ·  56/175 ·  56/176 ·  56/177 ·  56/178 ·  56/179 ·  56/180 ·  56/181 ·  56/182 ·  56/183 ·  56/184 ·  56/185 ·  56/186 ·  56/187 ·  56/188 ·  56/189 ·  56/190 ·  56/191 ·  56/192 ·  56/193 ·  56/194 ·  56/195 ·  56/196 ·  56/197 ·  56/198 ·  56/199 ·  56/200 ·  56/201 ·  56/202 ·  56/203 ·  56/204 ·  56/205 ·  56/206 ·  56/207 ·  56/208 ·  56/209 ·  56/210 ·  56/211 ·  56/212 ·  56/213 ·  56/214 ·  56/215 ·  56/216 ·  56/217 ·  56/218 ·  56/219 ·  56/220 ·  56/221 ·  56/222 ·  56/223 ·  56/224 ·  56/225 ·  56/226 ·  56/227 ·  56/228 ·  56/229 ·  56/230 ·  56/231 ·  56/232 ·  56/233 ·  56/234 ·  56/235 ·  56/236 ·  56/237 ·  56/238 ·  56/239 ·  56/240 ·  56/241 ·  56/242 ·  56/243 ·  56/244 ·  56/245 ·  56/246 ·  56/247 ·  56/248 ·  56/249 ·  56/250 ·  56/251 ·  56/252 ·  56/253 ·  56/254 ·  56/255 ·  56/256 ·  56/257 ·  56/258 ·  56/259 ·  56/260 ·  56/261 ·  56/262 ·  56/263 ·  56/264 ·  56/265 ·  56/266 ·  56/267 ·  56/268 ·  56/269 ·  56/270 ·  56/271 ·  56/272 ·  56/273 ·  56/274 ·  56/275 ·  56/276 ·  56/277 ·  56/278 ·  56/279 ·  56/280 ·  56/281 ·  56/282 ·  56/283 ·  56/284 ·  56/285 ·  56/286 ·  56/287 ·  56/288 ·  56/289 ·  56/290 ·  56/291 ·  56/292 ·  56/293 ·  56/294 ·  56/295 ·  56/296 ·  56/297 ·  56/298 ·  56/299 · 56/500 · 56/501 · 56/502 · 56/503 · 56/504 · 56/505 · 56/506 · 56/507 · 56/508 · 56/509 · 56/510 · 56/511 · 56/512